# Виборча дільниця
Виборча дільниця — територіальна одиниця, утворена в період виборів та референдумів для проведення голосування та підрахунку голосів. Виборчими дільницями також часто помилково називають приміщення для голосування (пункти голосування).
На території виборчих дільниць діють дільничні виборчі комісії і складаються списки виборців, що володіють активним виборчим правом на відповідній території.